# عائلة آدامز (مسلسل رسوم متحركة 1992)
عائلة آدامز (بالإنجليزية:The Addams Family) مسلسل رسوم متحركة أمريكي عرض لأول على شبكة هيئة الإذاعة الأمريكية في 12 سبتمبر 1992 واستمر عرضه حتى 6 نوفمبر 1993 وهو من إنتاج وتوزيع شركة هانا-باربيرا للإنتاج ويحكي المسلسل عن حياة عائلة آدامز.

## روابط خارجية
- عائلة آدامز على موقع IMDb (الإنجليزية)
- عائلة آدامز على موقع روتن توميتوز (الإنجليزية)
- عائلة آدامز على موقع فيلمافينيتي (الإسبانية)
- عائلة آدامز على موقع كينوبويسك (الروسية)
- عائلة آدامز على موقع ألو سيني (الفرنسية)
- عائلة آدامز على موقع قاعدة بيانات الفيلم (الإنجليزية)